# Grafo molecolare

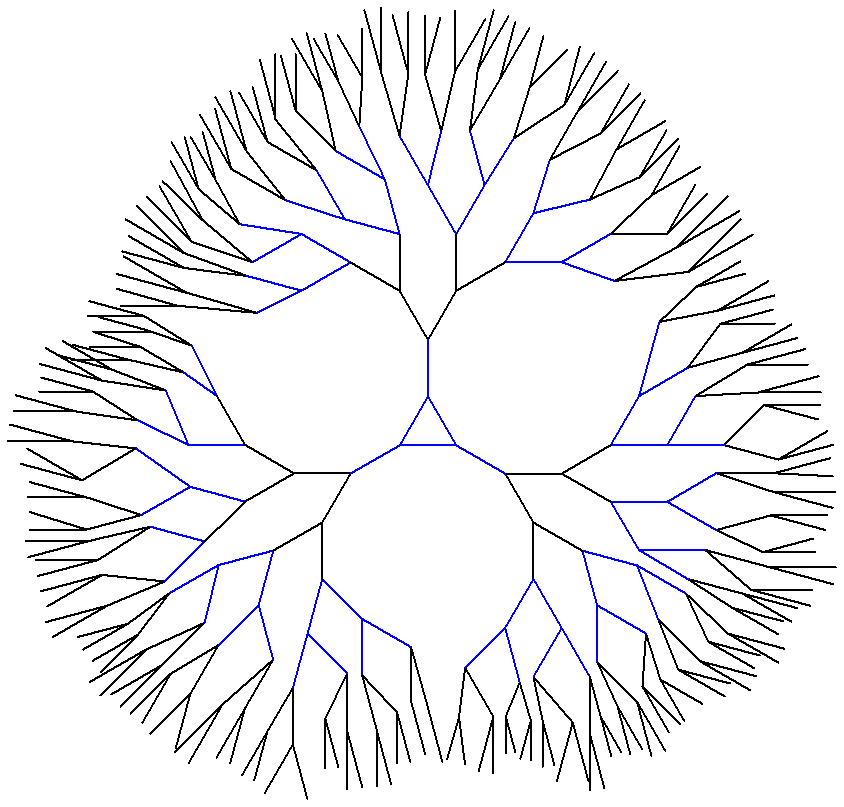
Grafo molecolare che descrive la struttura di un dendrimero

Nella teoria chimica dei grafi, un grafo molecolare o grafo chimico è la rappresentazione della formula di struttura di un composto chimico mediante l'utilizzo di un grafo. La sua introduzione si ritiene dovuta a Arthur Cayley, il quale ne fece uso in una pubblicazione del 1874 in cui trattava gli isomeri ancora prima dell'introduzione del termine "grafo".

## Descrizione
Un grafo molecolare è un grafo etichettato i cui vertici corrispondono agli atomi del composto e i lati corrispondono ai legami chimici. I suoi vertici sono etichettati con il tipo di atomi corrispondenti e i lati sono etichettati con i tipi di legame. A seconda degli scopi è possibile ignorare l'etichettatura. Esistono grafi molecolari in cui vengono eliminati i vertici corrispondenti all'idrogeno.
I grafi molecolari possono distinguere i differenti isomeri strutturali, ovvero composti quali pentano e neopentano che possiedono la stessa formula molecolare ma grafi non isomorfi. D'altra parte il grafo molecolare normalmente non contiene alcuna informazione riguardo alla disposizione tridimensionale dei legami, e perciò non è in grado di fare distinzione tra conformeri (come cis e trans 2-butene) o tra stereoisomeri (come D- e L-gliceraldeide).
In alcuni casi importanti, come nel calcolo dell'indice topologico, è sufficiente la seguente definizione classica: il grafo molecolare è un grafo collegato e non direzionato in corrispondenza biunivoca con la formula di struttura del composto chimico cosicché i vertici del grafo corrispondono agli atomi della molecola e i lati del grafo corrispondono ai legami chimici tra questi atomi. Una variante consiste nel rappresentare i materiali mediante grafi geometrici infiniti, in particolare nel caso dei grafi periodici utilizzati per descrivere i cristalli.